# William Clements (3e comte de Leitrim)
 (février 2023).
La mise en forme du texte ne suit pas les recommandations de Wikipédia : il faut le « wikifier ».
Les points d'amélioration suivants sont les cas les plus fréquents. Le détail des points à revoir est peut-être précisé sur la page de discussion.
- Les titres sont pré-formatés par le logiciel. Ils ne sont ni en capitales, ni en gras.
- Le texte ne doit pas être écrit en capitales (les noms de famille non plus), ni en gras, ni en italique, ni en « petit »…
- Le gras n'est utilisé que pour surligner le titre de l'article dans l'introduction, une seule fois.
- L'italique est rarement utilisé : mots en langue étrangère, titres d'œuvres, noms de bateaux, etc.
- Les citations ne sont pas en italique mais en corps de texte normal. Elles sont entourées par des guillemets français : « et ».
- Les listes à puces sont à éviter, des paragraphes rédigés étant largement préférés. Les tableaux sont à réserver à la présentation de données structurées (résultats, etc.).
- Les appels de note de bas de page (petits chiffres en exposant, introduits par l'outil «  Source ») sont à placer entre la fin de phrase et le point final[comme ça].
- Les liens internes (vers d'autres articles de Wikipédia) sont à choisir avec parcimonie. Créez des liens vers des articles approfondissant le sujet. Les termes génériques sans rapport avec le sujet sont à éviter, ainsi que les répétitions de liens vers un même terme.
- Les liens externes sont à placer uniquement dans une section « Liens externes », à la fin de l'article. Ces liens sont à choisir avec parcimonie suivant les règles définies. Si un lien sert de source à l'article, son insertion dans le texte est à faire par les notes de bas de page.
- La présentation des références doit suivre les conventions bibliographiques. Il est recommandé d'utiliser les modèles {{Ouvrage}}, {{Chapitre}}, {{Article}}, {{Lien web}} et/ou {{Bibliographie}}. Le mode d'édition visuel peut mettre en forme automatiquement les références.
- Insérer une infobox (cadre d'informations à droite) n'est pas obligatoire pour parachever la mise en page.

Pour une aide détaillée, merci de consulter Aide:Wikification.
Si vous pensez que ces points ont été résolus, vous pouvez retirer ce bandeau et améliorer la mise en forme d'un autre article.
Pour les articles homonymes, voir Clements.
William Sydney Clements, 3e comte de Leitrim (15 octobre 1806 - 2 avril 1878), est un noble et un propriétaire anglo-irlandais réputé dans l'histoire de l'Irlande pour avoir maltraité ses locataires. Il est assassiné à Donegal en avril 1878.

## Biographie
Né à Dublin, il fait ses études au Sandhurst et est nommé enseigne au 43e régiment d'Infanterie en 1824. En 1831, il est promu capitaine et sert au Portugal entre 1826 et 1827. Il est nommé Aide de camp au Lord lieutenant d'Irlande. En 1835, il passe au 51e régiment d'Infanterie. En 1839, à la mort de son frère aîné, il est connu sous le nom de vicomte Clements et succède également à son frère en tant que député du comté de Leitrim, poste qu'il occupe jusqu'en 1847.
À la mort de son père Nathaniel Clements (2e comte de Leitrim) en 1854, il devient 3e comte. En 1855, il est promu lieutenant-colonel et se retire par la suite de l'armée britannique. Au cours des deux décennies suivantes, son comportement dominateur de propriétaire lui vaut beaucoup de haine de la part de ses locataires, catholiques et protestants, qu'il expulse avec le même enthousiasme. Selon sa biographe, Fiona Slevin, Lord Leitrim est accusé par certaines personnes de "violer de manière répétée de jeunes filles et de [revendiquer] le droit de seigneur ... certains de ses pairs ont rapporté à plusieurs reprises des accusations" d'immoralité envers des filles de locataires ". Il a été nommé "le mauvais comte". Cependant, Slevin cite également un journaliste qui a enquêté sur l'assassinat de Lord Leitrim, affirmant que "même parmi ceux qui ont le plus de reproches sur la conduite de Lord Leitrim en tant que propriétaire, l'accusation (de débauche) est discréditée et je n'ai rencontré aucune personne pour l'appuyer". Pour Slevin, "la raison qui a motivé les personnes impliquées" dans l'assassinat de Lord Leitrim est son viol présumé contre la fille de l'un de ses assassins .
Leitrim est profondément opposé à l'Irish Land Act de 1870 de Gladstone et est l'un des huit pairs à protester contre le projet de loi lorsqu'il siège à la Chambre des lords. Parmi les personnes avec lesquelles il se dispute également se trouvaient le ministre presbytérien de Milford, comté de Donegal, et le Lord Lieutenant lui-même, George Howard (7e comte de Carlisle), qui le démet de ses fonctions de juge de paix des comtés de Leitrim, de Donegal et de Galway.
En avril 1878, après avoir survécu à diverses tentatives d'assassinat, Lord Leitrim fut assassiné près de Cratlagh Wood, accompagné de son commis et de son chauffeur, alors qu'il se rendait à Milford (un village qu'il possédait intégralement) depuis son domicile, Manor Vaughan. Michael Heraghty et les frères Thomas et Bernard McGranahan ont été arrêtés. "La crosse de l'arme avait été retrouvée à Heraghty, et le papier utilisé pour charger la carabine dans le rembourrage était attribué à un cahier d'école appartenant aux McGranahan. Les McGranahan ont été relâchés de la prison de Lifford faute de preuves. Heraghty est mort à la prison de Lifford. Les assassins, Nial Shiels de Doughmore, tailleur itinérant, Michael Hergarty de Tullyconnell, et Michael MvElwee de Ballyworiskey, étaient originaires de la péninsule éloignée de Fanad. En 1877, le père de McElwee fut impliqué dans une action en justice contre Leitrim avec le résultat. que McElwee a été déclaré en faillite et que sa maison et sa ferme ont été vendues aux enchères. " .
Il a été enterré à Dublin dans l' église St Michan, au milieu de scènes de grande agitation . "La foule a voulu répandre sa rage sur le cadavre du vieux comte, car il ne suffisait pas qu'il ait été assassiné; et quand ils ont été déçus de leur désir de jeter le cadavre dans la rue, un hurlement de haine brutale accompagna le service funèbre. C'était une affaire honteuse, difficilement possible à aucune autre latitude du monde civilisé. " .
Un monument avec une croix est érigé à Kindrum en 1960 et rendait hommage à McElwee, Shiels et Michael Heraghty en tant qu'hommes dont les actions "ont mis fin à la tyrannie des propriétaires terriens".
Le meurtre constitue un élément majeur de l'intrigue de la pièce de 2005 The Home Place de Brian Friel .